# Probolosternus permundus
Probolosternus permundus är en skalbaggsart som beskrevs av Lewis 1900. Probolosternus permundus ingår i släktet Probolosternus och familjen stumpbaggar. Inga underarter finns listade i Catalogue of Life.